# غرفة عمليات فتح حلب
فتح حلب هي غرفة عمليات مشتركة تضم فصائل معارضة سورية تعمل في حلب، سوريا. أعلن عن إنشاءها يوم 26 أبريل 2015 خلفاً لغرفة عمليات تحرير حلب. هدفها المعلن هو «تحرير» مدينة حلب من قوات النظام السوري.
في منشور صدر في أكتوبر 2015، اعتبر معهد دراسة الحروب فتح حلب بأنها واحدة من «سماسرة السلطة» في محافظة حلب، حيث أنها «مناهضة للنظام» و«مناهضة لداعش».

## الجماعات المنضوية
تشمل غرفة العمليات جماعات إسلامية ومدعومة غربياً على حد سواء. وتشمل بعض الجماعات التي تشارك أيضًا في غرفة عمليات أنصار الشريعة الإسلامية، دون غيرها، مثل فتح الشام. نسقت فتح الشام سابقاً مع جماعات أخرى من خلال غرفة عمليات حلب، في ترتيب اعترضت عليه الولايات المتحدة.
ازدادت عدد الجماعات المشاركة بعد تأسيس فتح حلب، وبحلول يونيو 2015 كان العدد قد بلغ 31 جماعة. في 28 يوليو، انضمت 19 جماعة مرتبطة بالجيش السوري الحر.[بحاجة لمصدر]
اعتباراً من أكتوبر 2015، كنا هناك 50 جماعة متفاوتة الحجم، وفي ما يلي أكبر الجماعات التي تشارك في غرفة العمليات.
- أحرار الشام
- جيش الإسلام
- الفوج الأول
- الجبهة الشامية
- فيلق الشام[13][14]
- كتائب تركمان سوريا
- ألوية الفرقان
- لواء الحق
- جيش السنة
- لواء صقور جبل الزاوية
- الفرقة الشمالية[15]
- الفرقة الوسطى
- الفرقة الثالثة عشر
- الفرقة السادسة عشر[16]
- الفرقة السادسة والأربعون[17]
- جيش العزة